# Donatiaceae
Donatiaceae is een botanische naam, voor een familie van tweezaadlobbige planten. Een familie onder deze naam wordt de laatste decennia regelmatig erkend door systemen van plantentaxonomie, en ook door het APG-systeem (1998), dat haar in de orde Asterales plaatst. Het APG II-systeem (2003) gaat iets minder ver en biedt alleen de mogelijkheid de familie te erkennen: de planten kunnen ook ingevoegd ook worden bij de familie Stylidiaceae.
Het gaat om een heel kleine familie van twee soorten in één genus, Donatia.
In het Cronquist-systeem (1981) is de plaatsing in een orde Campanulales.